# Лабужский, Степан Петрович
Степа́н Петро́вич Лабужский (25 декабря 1925 — 20 января 1945, по другим данным 29.04.1945) — Герой Советского Союза, гвардии красноармеец, сапёр роты управления 61-й гвардейской Свердловской добровольческой танковой бригады.

## Биография
Родился в селе Островном  (Саракташский район, Оренбургская область) в семье крестьянина. Русский.
В 1930 году вместе с родителями переехал в Оренбург. Здесь окончил восемь классов в школе № 58 и поступил в школу ФЗУ. После училища пришёл работать на паровозоремонтный завод. С 1941 по 1942 год работал электромонтёром на Оренбургском нефтемаслозаводе.
На фронт ушёл добровольцем, где отличился в качестве снайпера, пулемётчика, миномётчика и сапёра. Звание Героя Советского Союза присвоено за подвиг в бою на подступах к польскому населённому пункту Буженин (Burzenin). Не допустил взрыва фашистами стратегически важного моста через реку Варту. Отделение сапёров, которым командовал Лабужский, под огнём врага захватило мост, а сам командир, несмотря на опасность, подобрался к горящим шнурам и успел перерезать их, предотвратив взрыв.
Член ВКП(б)/КПСС с 1944 года.

## Награды
- Медаль «Золотая Звезда»;
- орден Ленина;
- медаль «За отвагу».

## Память
- Памятник Герою Советского Союза С. П. Лабужскому установлен в Оренбурге.
- Именем Героя названа улица в Оренбурге, на ГПТУ № 29 установлена мемориальная доска.